# Communauté de communes de l'Auxillois
La communauté de communes de l'Auxillois est une ancienne communauté de communes française, située dans le département du Pas-de-Calais et la région Nord-Pas-de-Calais, arrondissement d'Arras.
Elle a fusionné avec d'autres pour créer le 1er janvier 2017 la Communauté de communes du Ternois.

## Histoire
La petite intercommunalité a été créée par un arrêté préfectoral du 31 décembre 1998.
Dans le cadre des dispositions de la loi portant nouvelle organisation territoriale de la République (Loi NOTRe) du 7 août 2015, qui prévoit que les établissements publics de coopération intercommunale (EPCI) à fiscalité propre doivent avoir un minimum de 15 000 habitants, le préfet du Pas-de-Calais a publié le 12 octobre 2015 un projet de schéma départemental de coopération intercommunale qui prévoyait diverses fusion d'intercommunalité. À l'initiative des intercommunalités concernées, la Commission départementale de coopération intercommunale (CDCI) adopte le 26 février 2016 un amendement à ce projet, proposant la fusion de : 

- la communauté de communes de l'Auxillois, regroupant 16 communes dont une de la Somme et 5 217 habitants ;

- la communauté de communes de la Région de Frévent, regroupant 12 communes et 6 567 habitants ;

- de la communauté de communes des Vertes Collines du Saint-Polois, regroupant 58 communes et 19 585 habitants

- de la communauté de communes du Pernois, regroupant 18 communes et 7 114 habitants
Le schéma, intégrant notamment cette évolution, est approuvé par un arrêté préfectoral du 30 mars 2016,.
La communauté de communes du Ternois qui réalise cette fusion est créée par un arrêté préfectoral du 30 août 2016 qui a pris effet le 1er janvier 2017.

## Territoire communautaire

### Composition
L'intercommunalité était composée en 2016 des 16 communes suivantes :
| Nom               | Code Insee | Gentilé        | Superficie (km2) | Population (dernière pop. légale) | Densité (hab./km2) |
| ----------------- | ---------- | -------------- | ---------------- | --------------------------------- | ------------------ |
| Auxi-le-Château   | 62060      | Auxilois       | 27,08            | 2 718 (2014)                      | 100                |
| Beauvoir-Wavans   | 62881      | Beauvoiriens   | 9,49             | 389 (2014)                        | 41                 |
| Boffles           | 62143      | Bofflois       | 3,27             | 55 (2014)                         | 17                 |
| Buire-au-Bois     | 62182      | Buirois        | 11,81            | 226 (2014)                        | 19                 |
| Fontaine-l'Étalon | 62345      | Estalifontains | 3,98             | 112 (2014)                        | 28                 |
| Gennes-Ivergny    | 62370      | Gennois        | 10,98            | 128 (2014)                        | 12                 |
| Haravesnes        | 62411      | Haravesnois    | 2,40             | 51 (2014)                         | 21                 |
| Le Ponchel        | 62665      | Ponchelois     | 4,68             | 207 (2014)                        | 44                 |
| Nœux-lès-Auxi     | 62616      | Noeuxois       | 6,26             | 177 (2014)                        | 28                 |
| Quœux-Haut-Maînil | 62683      | Quoeusiens     | 12,01            | 250 (2014)                        | 21                 |
| Rougefay          | 62722      | Rougefayais    | 3,86             | 88 (2014)                         | 23                 |
| Tollent           | 62822      | Tollentois     | 4,31             | 92 (2014)                         | 21                 |
| Vaulx             | 62838      | Vaulxois       | 4,92             | 93 (2014)                         | 19                 |
| Villers-l'Hôpital | 62859      | Villerois      | 8,40             | 259 (2014)                        | 31                 |
| Vitz-sur-Authie   | 80810      |                | 4,66             | 119 (2014)                        | 26                 |
| Willencourt       | 62891      | Willencourtois | 2,45             | 139 (2014)                        | 57                 |

### Démographie
| 1968  | 1975  | 1982  | 1990  | 1999  | 2008  | 2013  |
| ----- | ----- | ----- | ----- | ----- | ----- | ----- |
| 6 021 | 2 923 | 5 788 | 5 524 | 5 478 | 5 302 | 5 163 |

## Administration

### Siège
L'intercommunalité avait son siège à Auxi-le-Château, 36, rue Roger Salengro.

### Élus
La communauté est administrée par son Conseil communautaire, composé, pour le mandat 2014-2020, de 35 élus municipaux représentant chacune des communes membres.
Le conseil communautaire du 6 mai 2014 a réélu son président, Yves Hostyn, maire de Willencourt et désigné les cinq vice-présidents qui forment le bureau de la communauté pour le mandat 2014-2016. Il s'agissait de :
1. Bernard Finke, élu d'Auxi, chargé du développement économique, et la ZAL (zone d’activités), la Maison de santé et les projets éoliens ;
2. Michel Duval, élu d'Auxi, chargé de l’OPAH (opération programmée de l’habitat), de l’assainissement, des nouvelles technologies, de l’ADSL... ;
3. Michel Bézu, élu de Tollent, chargé des ordures ménagères, de la lutte contre l’érosion et de la Trame verte et bleue ;
4. Daniel Melin, élu d'Auxi, chargé du tourisme, de la jeunesse et du cybercentre ;
5. Henri Dejonghe, conseiller général d'Auxi-le-Château, chargé du SCOT (schéma de cohérence territoriale) et la caserne des pompiers[9],[10].

### Liste des présidents
| Période                                  | Période       | Identité    | Étiquette | Qualité                                                                                         |
| ---------------------------------------- | ------------- | ----------- | --------- | ----------------------------------------------------------------------------------------------- |
| Les données manquantes sont à compléter. |               |             |           |                                                                                                 |
| ???                                      | décembre 2016 | Yves Hostyn |           | Maire de Willencourt (1989 → ) Vice-président de la Communauté de communes du Ternois (2017 → ) |

### Compétences
L'intercommunalité exerçait les compétences qui lui avaient été transférées par les communes membres, dans les conditions fixées par le code général des collectivités territoriales.

## Pour approfondir